# Ostrov Afrodity (opera)
Ostrov Afrodity je opera o třech dějstvích českého skladatele Jiřího Dvořáčka na vlastní libreto podle stejnojmenné hry řeckého spisovatele Alexise Parnise v překladu Jaromíra Studeného. 

## Vznik, historie a charakteristika
Řecký spisovatel Alexis Parnis (nar. 1924) bojoval za druhé světové války v řadách levicové Řecké lidové osvobozenecké armády (ELAS) a poté v Řecké občanské válce a od roku 1950 žil v exilu v Sovětském svazu. V roce 1960 byla v moskevském divadle K. S. Stanislavského přes počáteční problémy (Parnis byl totiž vyloučen z Řecké komunistické strany) uvedena jeho činohra Ostrov Afrodity, dramatický příběh z bojů kyperských povstalců proti britské nadvládě, a měla v Sovětském svazu velký ohlas; již 5. února 1961 měla v Realistickém divadle Zdeňka Nejedlého i československou premiéru. Po návratu Parnise do Řecka (1962) vznikl podle hry i stejnojmenný film režiséra Giorgose Skalenakise (1969). I Československá televize natočila roku 1974 podle Parnisova dramatu stejnojmennou televizní inscenaci.
Jiří Dvořáček, skladatel a dlouholetý (1953–1989) pedagog na HAMU, napsal podle této hry svou první a jedinou operu Ostrov Afrodity již roku 1967, ještě předtím, než film oživil zájem o Parnisovu činohru. Antiimperialistické téma vyhovovalo režimním požadavkům, zejména v době po roce 1968, ale příběh zaměřený spíše na komorní psychologickou konfrontaci zejména ženských postav činil námět vhodným pro operní zpracování. Premiéru Ostrova Afrodity uvedlo 13. února 1971 východoněmecké zájezdové divadlo Landesbühnen Sachsen ve svém domovském sále v Radebeulu u Drážďan (pod názvem Die Insel der Aphrodite) a následně ocenilo svou medailí. V českých zemích ji vzápětí uvedlo Slezské divadlo Zdeňka Nejedlého v Opavě, a to poprvé 23. května 1971. Jinde uveden nebyl, třetí dějství však bylo vydáno již roku 1971 na nahrávce firmou Supraphon.
Hudební styl Dvořáčkova Ostrova Afrodity je poměrně konzervativní, skladatel byl představitelem „hlavního proudu“ české klasické hudby úzce navazující na romanticko-klasické tradice a držící se tonálního hudebního zázemí. Tato opera má i tradiční přehlednou hudební stavbu s písňovými a sborovými čísly. Muzikolog Oldřich Pukl se domníval, že „plynulé recitativy propůjčují hudbě [Ostrova Afrodity] poněkud filmový, podmalovávací ráz“. Podle Českého hudebního slovníku osob a institucí je v Ostrově Afrodity patrna Dvořáčkova „sociální a vlastenecká angažovanost“.

## Osoby a první obsazení
| osoba                                                         | hlasový obor | premiéra (13. února 1971) | česká premiéra (23. května 1971) |
| ------------------------------------------------------------- | ------------ | ------------------------- | -------------------------------- |
| Lambrini Kirjakulisová                                        | mezzosoprán  | …                         | Alena Španihelová                |
| Anastasis                                                     | baryton      | …                         | Karel Smolka                     |
| Theofilis                                                     | baryton      | …                         | František Maceška                |
| Gloria Pattersonová                                           | soprán       | …                         | Helena Cihelníková               |
| Davis                                                         | tenor        | …                         | Jaroslav Marek                   |
| Kitty                                                         | soprán       | …                         | Věra Smolková                    |
| Ralph Owens                                                   | tenor        | …                         | Karel Sekyra                     |
| Edward Wilson                                                 | bas          | …                         | Jiří Čep                         |
| Richard Kitts                                                 | bas          | …                         | Jiří Apltauer                    |
| Služebná                                                      | soprán       | …                         | Antonie Feixová                  |
| Hlas                                                          | bas          | …                         | Jaromír Štefek                   |
| Kyperští revolucionáři, britští vojáci a diplomaté, venkované |              |                           |                                  |
| Dirigent:                                                     | Dirigent:    | Joachim Widlak            | Emil Křepelka                    |
| Režie:                                                        | Režie:       | Joachim Zschech           | Alena Dopitová                   |
| Scéna:                                                        | Scéna:       | Eberhard Söhnel           | Zdeněk Beneš                     |
| Kostýmy:                                                      | Kostýmy:     | Eberhard Söhnel           | Jan Pirník                       |

## Děj opery
Děj se odehrává na Kypru – „Afroditině ostrově“ – v 50. letech 20. století. Anastasis, syn Lambrini Kirjakulisové a člen protibritské odbojové organizace EOKA (Národní hnutí kyperského odporu), byl zatčen britskými orgány. Jeho spolubojovníci zato unesou Davise, syna Glorie Pattersonové, jež je blízkou přítelkyní britského guvernéra, ale britské orgány na výměnu nechtějí přistoupit. Gloriina dcera a Davisova sestra Kitty spolu s diplomatem Ralphem Owensem se proto snaží zorganizovat vězňův únik z britské vazby, to se však nezdaří; Anastasis je odsouzena k smrti a oběšen. Partyzáni se chtějí pomstít zabitím Davise, ale Lambrini se proti tomu postaví; nechce, aby pro pomstu za jejího syna trpěl nevinný člověk. Svou velkodušností přesvědčí i ostatní a Davis je propuštěn.

## Instrumentace
Tři flétny, dva hoboje, dva klarinety, dva fagoty, čtyři lesní rohy, dvě trubky, tři pozouny, tuba, tympány, bicí souprava, xylofon, celesta, harfa, elektrické varhany, klavír, smyčcové nástroje (housle, violy, violoncella, kontrabasy).

## Nahrávky
- 1971 (nahrávka z koncertu, LP 1971 Supraphon 1 19 1033, spolu s ukázkami z opery Pohádka jedné noci Jana Hanuše). Zpívají: Miroslav Frydlewicz, Jaroslav Horáček, Jindřich Jindrák, Libuše Márová. Symfonický orchestr Armádního uměleckého souboru Víta Nejedlého řídí Vladimír Válek.[13]